# لیم راک (آلاباما)
لیم راک (به انگلیسی: Lim Rock) یک منطقهٔ مسکونی در ایالات متحده آمریکا است که در شهرستان جکسون، آلاباما واقع شده‌است. لیم راک ۱۸۸٫۹۸ متر بالاتر از سطح دریا قرار دارد.